# 郭成 (宋朝)
郭成（1047年—1102年），字信之，德順軍隴干城（今宁夏隆德县）人，北宋軍事人物。
郭成从军，得为供奉官。刘昌祚攻打西夏灵武，宋神宗元丰年间，郭成率领泾原兵在漫隘击破西夏，进秩四等。新筑平夏城，章楶选他驰往驻守，西夏派兵相争，郭成以万骑深入，俘获阿埋等二大酋长，进升为雄州防御使、泾原钤辖。受诏筑建绥戎、怀戎二堡，因劳患病去世。郭成轻财好施，忠勇善战，有功于民，名震边境。其子郭浩。